# Gaston Méry
Gaston Méry (Dely Ibrahim, 2 de abril de 1844  - Kayes, 16 de octubre de 1896) fue un explorador francés.

## Biografía
Méry, nacido en la Argelia francesa, era suboficial del cuerpo de fusileros nativos cuando Georges Rolland y la Compañía de Ferrocarriles Biskra-Ouargla le confiaron una misión en el Sáhara ante la confederación tribal tuareg Kel Ajjer. 
Méry partió de El Oued, en el noreste del sahara argelino, pasó por el pozo Aïn Taïba, pero sus guías se negaron a acompañarlo hasta los tuaregs y lo abandonaron, por lo que tuvo que regresar por el mismo camino hasta a El Oued. 
En 1893 intentó de nuevo realizar una expedición para contactar con los Kel Ajjer y conseguir paso libre para las caravanas. Pasando por el uadi Igharghar, llegó a Timassinine (hoy  Bordj Omar Driss), en el sudeste de Argelia, y finalmente se pudo reunir con los jefes tuareg.
En 1893 publicó un relato de sus viajes con el título de Une mission chez les Touareg Azdjer.